# Roxy (marca)
Roxy es una popular marca de vestuario femenino de Quiksilver. 

## Introducción
Fundada en 1990 en Rengo, centrada en los deportes de tabla, Roxy es la marca de moda creada por su marca hermana Quiksilver. En 1993, nació el logo de Roxy, una ola en forma de corazón siendo una adaptación del logo de Quiksilver.
Desde sus orígenes, Roxy ha crecido y se ha convertido en una gran compañía de moda para jóvenes mujeres. Además de prendas de vestir, la marca también tiene accesorios, artículos para el hogar, artículos para surf y nieve, trajes, calzado, libros, perfumes y varias otras categorías de productos. Las marcas bajo el sello Roxy incluyen a Roxy, Roxy Girl y Teenie 

### Equipos
La marca Roxy también apoya a las mujeres en los deportes, particularmente en las categorías de surf y nieve. Los equipos de Roxy están compuesto por atletas de clase mundial.
El equipo de surf está compuesto por:
- Lisa Andersen - 4 veces Campeona del Mundo
- Sofia Mulanovich - ASP World Champion en 2004
- Sally Fitzgibbons - ISA y ASP Junior World Champion en 2007; surfista más rápida (hombre o mujer) en clasificatorio para ASP World Tour
- Jen Smith - Longboard World Champion en 2007 & 2009

El equipo de nieve está compuesto por:
- Torah Bright - Snowboarder Olímpica; World Champion de 2007; Medallista de Oro de X-Game Superpipe 2007 y Medallista de Oro Olímpico en 2010
- Sarah Burke - 2 veces X-Games Freeski Superpipe Medallista de Oro
- Kjersti Buaas - Snowboarder Olímpico

Roxy Vela:
- Samantha Davies - Participante en Vendée Globe de 2008